# Hrușivka, Pervomaisk
Hrușivka (în ucraineană Грушівка) este o comună în raionul Pervomaisk, regiunea Mîkolaiiv, Ucraina, formată numai din satul de reședință.

## Demografie
Componența lingvistică a comunei Hrușivka
     Ucraineană (94,09%)
     Rusă (5,3%)
     Alte limbi (0,6%)
Conform recensământului din 2001, majoritatea populației comunei Hrușivka era vorbitoare de ucraineană (94,09%), existând în minoritate și vorbitori de rusă (5,3%).